# Catagramma cyclops
Catagramma cyclops är en fjärilsart som beskrevs av Otto Staudinger 1891. Catagramma cyclops ingår i släktet Catagramma och familjen praktfjärilar. Inga underarter finns listade i Catalogue of Life.

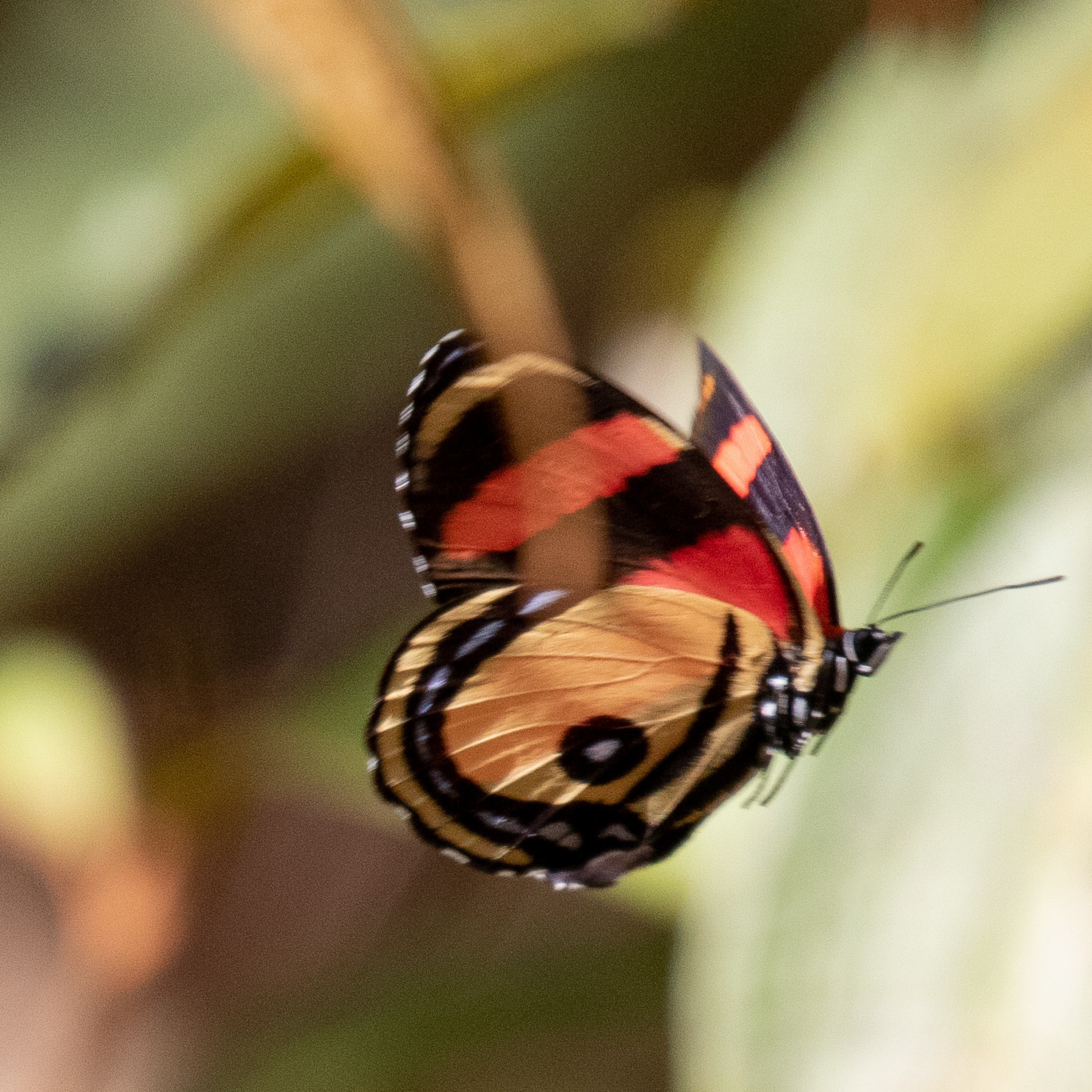